# Drosophila bipunctata
Drosophila bipunctata är en tvåvingeart som beskrevs av Patterson och Gordon Mainland 1943. Drosophila bipunctata ingår i släktet Drosophila och familjen daggflugor.
Artens utbredningsområde är Mexiko.